# Astolfo attraversa la sfera del fuoco
Astolfo attraversa la sfera del fuoco è un dipinto di Vincenzo de Barberis, rappresentato su una parete del Salone d'Onore di Palazzo Besta a Teglio.
L'opera illustra un celebre episodio dell'Orlando furioso, in cui l'eroe cristiano Astolfo attraversa la sfera del fuoco a bordo di un carro (lo stesso con cui il biblico profeta Elia era asceso al cielo) guidato dall'evangelista Giovanni, per poter giungere sulla Luna, alla ricerca del senno smarrito da Orlando.